# Illy
Illy é uma comuna francesa na região administrativa de Grande Leste, no departamento Ardenas. Estende-se por uma área de 15,88 km². Em 2010 a comuna tinha 417 habitantes (densidade: 26,3 hab./km²).